# Piotr Karpiuk

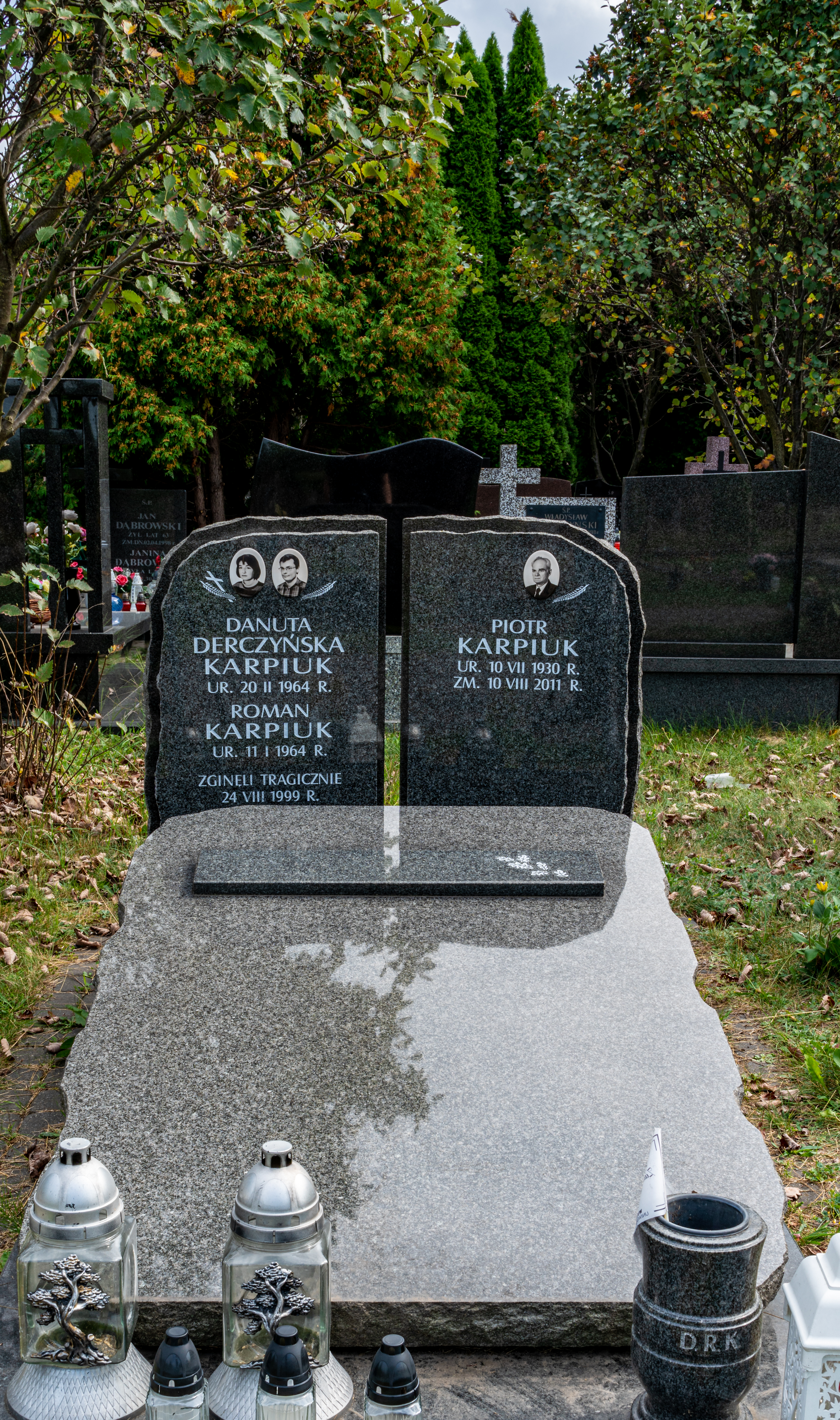
Grób Piotra Karpiuka na cmentarzu Komunalnym Północnym w Warszawie

Piotr Karpiuk (ur. 10 lipca 1930 w Straszewie, zm. 10 sierpnia 2011 w Warszawie) – polski działacz komunistyczny, doktor nauk ekonomicznych, I sekretarz Komitetów Miejskiego i Wojewódzkiego PZPR w Lublinie, poseł na Sejm PRL VI kadencji, podsekretarz stanu.

## Życiorys
Syn Jana i Olgi. W 1947 podjął pracę w Wojewódzkim Urzędzie Kontroli Prasy, Publikacji i Widowisk w Białymstoku. Absolwent trzyletniej Wyższej Szkoły Marksizmu-Leninizmu przy KC PZPR. W Wyższej Szkole Nauk Społecznych przy KC PZPR uzyskał stopień doktora nauk ekonomicznych.
W 1945 przystąpił do Związku Walki Młodych, a wraz z nim do Związku Młodzieży Polskiej, w którym pełnił szereg funkcji, zasiadając m.in. w zarządzie głównym (1951–1957). Od 1949 należał także do Polskiej Zjednoczonej Partii Robotniczej, w której również pełnił wiele funkcji. Był m.in. kierownikiem wydziału organizacyjnego (1957) i ekonomicznego (1958–1960 i 1962–1963) Komitetu Wojewódzkiego w Lublinie, którego następnie był członkiem (1963–1975). Pełnił także stanowiska I sekretarza Komitetu Miejskiego partii w Lublinie (od 1963 do 1968) oraz sekretarza ekonomicznego KW (1965–1968). W latach 1968–1971 był przewodniczącym Państwowej Komisji Cen. Od sierpnia 1971 do maja 1975 był I sekretarzem KW PZPR w Lublinie, a od grudnia 1971 do grudnia 1975 członkiem Komitetu Centralnego PZPR. Ponadto od grudnia 1973 do maja 1975 kierował prezydium Wojewódzkiej Rady Narodowej w Lublinie. W 1972 uzyskał mandat posła na Sejm PRL w okręgu Zamość, zasiadał w Komisji Handlu Wewnętrznego. Od czerwca 1975 do grudnia 1981 podsekretarz stanu w Ministerstwie Pracy, Płac i Spraw Socjalnych.
Został pochowany na cmentarzu komunalnym Północnym w Warszawie.

## Odznaczenia
- Order Sztandaru Pracy II klasy (1969)[5]
- Krzyż Kawalerski Orderu Odrodzenia Polski
- Złoty Krzyż Zasługi (1954)[6]
- Medal 30-lecia Polski Ludowej (1974)[7]
- Złoty Znak Związku Ochotniczych Straży Pożarnych (1975)[8]